# لی نش
لی نش (انگلیسی: Leigh Nash؛ زادهٔ ۲۷ ژوئن ۱۹۷۶) یک موسیقی‌دان اهل ایالات متحده آمریکا است. وی از سال ۱۹۹۳ میلادی تاکنون مشغول فعالیت بوده‌است.